# Paweł Deliradew
Paweł Dimitrow Deliradew (Павел Димитров Делирадев), pseudonim W. Osinski (В. Осински), Dalnyj (Дальний) – bułgarski uczony, społecznik i publicysta, działacz lewego skrzydła Wewnętrznej Macedońsko-Odrińskiej Organizacji Rewolucyjnej (WMORO).

## Życiorys
Urodził się w Panagjuriszte w 1879, był krewnym wielkiego bułgarskiego podróżnika Nikoły Deliradewa. Ukończył panagjuriszcką szkołę czteroklasową i szkołę stolarską w Rusach. Na Uniwersytecie Sofijskim studiował ekonomię polityczną, filozofię, prawo konstytucyjne i geografię. Był założycielem socjalistycznych organizacji w Panagjurisztach i Rusach. W 1903 założył Ogólny Robotniczy Związek Zawodowy. Był jednym z założycieli Juczbunarskiej organizacji Bułgarskiej Robotniczej Partii Socjaldemokratycznej (ściśli socjaliści; BRSDP, ś.s.) w Sofii. Przez krótki czas mieszkał w Odessie. Pracował jako redaktor różnych lewicowych wydawnictw, publikował artykuły o rosyjskiej rewolucji z 1905. W 1905, razem z Georgim Bakałowem i Nikołą Charłakowem, Paweł Deliradew został wykluczony z BRSDP jako „anarcholiberał“. Wszedł w skład związku „Proletarij“ (Proletariusz), który w 1908 wrócił na łono BRSDP (ś.s.).
Paweł Deliradew był sekretarzem oddziału (czety) Jane Sandanskiego, bliskim przyjacielem Pawła Szatowa i ideologiem lewego skrzydła WMORO. W maju 1908 przybył jako delegat na ogólny kongres lewicy w Bansku. Na tym kongresie Deliradew zgłosił ogólną propozycję, która była podstawą idei bałkańskiej federacji. W tym czasie był wodzem samodzielnej czety.
Razem z Charłakowem i Angelem Tomowem wydawał pismo „Naczało“ (Początek), najpierw w Sofii, a potem w Sołuniu.
Po ogłoszeniu rewolucji młodotureckiej napisał manifest „Do wszystkich narodowości w imperium”, opublikowany przez federalistów po ich zalegalizowaniu. Redagował partyjny organ prasowy „Narodna wolja” (Wola Ludu) (1909 - 1910). W 1910 razem z Michaiłem Gerdżikowem wydawał broszurę „Wojna albo rewolucja”, w której opowiadał się przeciw wojnie, stojąc na pozycjach ówczesnej europejskiej socjaldemokracji. Był zmobilizowany i uczestniczył w wojnach o narodowe zjednoczenie, ale szerzył w międzyczasie antywojenną agitację i propagandę idei bałkańskiej federacji.

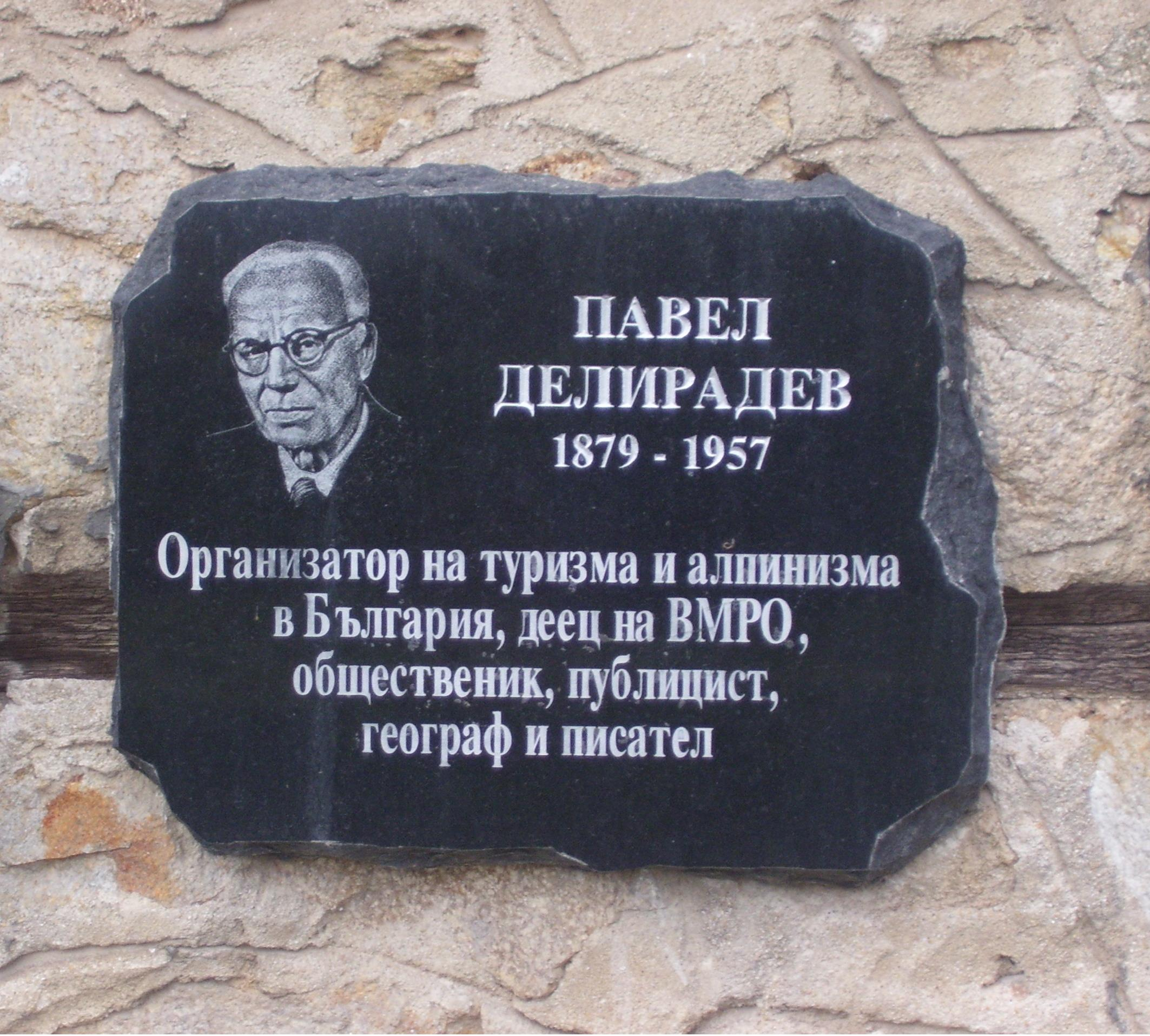
Tablica pamiątkowa Pawła Deliradewa w jego rodzinnych Panagjurisztach

Po wojnach był jednym z najaktywniejszych organizatorów turystyki w Bułgarii. Jeden z pionierów alpinizmu i speleologii w kraju. Pierwsze masowe wejście na Musałę dokonała 6. kwietnia 1923 grupa sofijskich turystów, pod wodzą Pawła Deliradewa. Deliradew był też pierwszym piechurem, który przeszedł pasmo Starej Płaniny Kom - Emine. Zrobił to w 1933, kiedy miał 54 lata, przeszedłszy w trzydzieści dni ponad 700 kilometrów do Morza Czarnego.
W 1940 Deliradew odkrył i opublikował turecki rejestr podatkowy meczetu sułtana Murada II w Odrinie, zawierający cenne historyczne dane o bułgarskich ziemiach w XVII wieku. Wydał „Zastrachowatelen westnik“ (Dziennik Ubezpieczeniowy) razem ze Złatim Czołakowem.
W 1947 uczestniczył w samorozwiązaniu Macedońskiego Instytutu Naukowego. W tym samym roku został prezesem komisji, która wytyczyła szlak, po którym poruszała się czeta Botewa. Tak powstał szlak „Kozłoduj - Okołczica“, zainaugurowany w tym samym roku. Jego imię nosi schronisko położone w Srednej Gorze koło Panagjurskich kołonii. Znajduje się na obszernej hali Manzuł.
Miał naukowe osiągnięcia w geografii, geologii, historii, biologii i itd. Był autorem ponad 50 książek literatury naukowej, popularnonaukowej i krajoznawczo-podróżniczej, 15 społeczno-politycznych broszur i ponad 2500 artykułów. Redagował kilka dzienników i czasopism i był ich współpracownikiem. Deliradew był autorem kilku popularnonaukowych książek o bułgarskich górach „Witosza” (1926), „Osogowo” (1927), „Riła” (w dwóch tomach, 1928, 1932), „Rodopy” (1937) itd., prac o charakterze historyczno-etnograficznym, jak „Przyczynek do historycznej geografii Tracji” (w dwóch tomach, 1953), wielu artykułów. Był laureatem Nagrody Dimitrowskiej w 1950.